# 佩尔蒂·泰乌拉耶尔维
佩尔蒂·泰乌拉耶尔维（芬蘭語：Pertti Teurajärvi，1951年2月20日—），芬兰男子越野滑雪运动员。他曾代表芬兰参加1976年和1980年冬季奥林匹克运动会越野滑雪比赛，获得一枚金牌和一枚铜牌。